# Alloscirtetica cinerea
Alloscirtetica cinerea är en biart som beskrevs av Michener, Laberge och Jesus Santiago Moure 1955. Alloscirtetica cinerea ingår i släktet Alloscirtetica och familjen långtungebin. Inga underarter finns listade i Catalogue of Life.